# Тибо Годен
Тибо Годен (фр. Thibaud Gaudin; 1229? – 16. аpril 1292) је био двадесетдруги велики мајстор витезова Темплара. На тој функцији био је од 1291. до 1292.

## Лични живот
Годенова година рођења није позната. Зна се да потиче из Француске племићке породице. У ред је ушао пре 1260. године, ова чињеница је позната захваљујући томе што се налазио на списку заробљених темплара током једне акције у Тиберијади. Због своје велике побожности још за живота је постао познат као ″монах Годен″.

## Сидон
Када је приликом пада Акре велики мајстор Гијом де Бож погинуо, команду над трупама темплара је преузео тадашњи маршал реда Педро де Сервеи. Као једина два преостала официра Сервеи и Годен су пристали на преговоре са султаном Халилом о ″часном миру″, међутим по доласку у разрушену тврђаву султанови војници почели су са силовањем и тортуром хришћанског становништва. Пошто су преговори о предаји забрањивали овакво понашање преосталих 500 темплара је истерало муслимане из Акре. У очекивању коначног напада Сервеи је наредио Годену да преостало темпларско благо пренесе у Сидон.

## Велики мајстор
Темплари који су са Годеном кренули у Сидон изабрали су га за новог вођу. Како је Педро де Сервеи погинуо штитећи им одступницу за новог маршала реда изабран је Жак де Моле. Са великим мајстором на челу и благом унутар зидина Сидон је постао ново упориште малобројних витезова и нова мета Мамелука. Тибо је организовао одбрану града а затим са благом отишао на Кипар како би прикупио помоћ и војску за одбрану Сидона. Није успео у својој намери, град је опкољен и 1291. пао у муслиманске руке. Темплари су након пада Сидона у Светој земљи контролисали још два утврђења, (шп. Tortosa) који је евакуисан 14. августа исте године и (шп. Arwad) у Сирији. Ова тврђава ће под њиховом контролом остати још свега дванаест година. Остали хришћани су се углавном вратили на Кипар.

## Смрт
Остатак живота Тибо Годен је провео на Кипру. Здравље му се погоршало делом због осећања кривице за минуле догађаје као и чињеницом да се ред налази у тешкој ситуацији. Годен никада више није отишао у Свету земљу. Умире 16. априла 1292. На месту великог мајстора наследио га је дотадашњи маршал, Жак де Моле.